# Djiré Pendaré Traoré
Pour les articles homonymes, voir Traoré.
Djiré Pendaré Traoré est une femme politique malienne née le 10 mars 1966 à Ségou au Mali.
En 2007, Djiré Pendaré Traoré, candidat de l’Union pour la république et la démocratie (URD), est élue députée[réf. souhaitée] dans la circonscription électorale de Ségou. le 12 octobre 2009, elle est élue 4e secrétaire parlementaire au bureau de l’Assemblée nationale.